# ADIPOR1
ADIPOR1 (англ. Adiponectin receptor 1) – білок, який кодується однойменним геном, розташованим у людей на короткому плечі 1-ї хромосоми.  Довжина поліпептидного ланцюга білка становить 375 амінокислот, а молекулярна маса — 42 616.
| 10         |  | 20         |  | 30         |  | 40         |  | 50         |
| ---------- |  | ---------- |  | ---------- |  | ---------- |  | ---------- |
| MSSHKGSVVA |  | QGNGAPASNR |  | EADTVELAEL |  | GPLLEEKGKR |  | VIANPPKAEE |
| EQTCPVPQEE |  | EEEVRVLTLP |  | LQAHHAMEKM |  | EEFVYKVWEG |  | RWRVIPYDVL |
| PDWLKDNDYL |  | LHGHRPPMPS |  | FRACFKSIFR |  | IHTETGNIWT |  | HLLGFVLFLF |
| LGILTMLRPN |  | MYFMAPLQEK |  | VVFGMFFLGA |  | VLCLSFSWLF |  | HTVYCHSEKV |
| SRTFSKLDYS |  | GIALLIMGSF |  | VPWLYYSFYC |  | SPQPRLIYLS |  | IVCVLGISAI |
| IVAQWDRFAT |  | PKHRQTRAGV |  | FLGLGLSGVV |  | PTMHFTIAEG |  | FVKATTVGQM |
| GWFFLMAVMY |  | ITGAGLYAAR |  | IPERFFPGKF |  | DIWFQSHQIF |  | HVLVVAAAFV |
| HFYGVSNLQE |  | FRYGLEGGCT |  | DDTLL      |  |            |  |            |

A: Аланін

C: Цистеїн

D: Аспарагінова кислота

E: Глутамінова кислота

F: Фенілаланін

G: Гліцин

H: Гістидин

I: Ізолейцин

K: Лізин

L: Лейцин

M: Метіонін

N: Аспарагін

P: Пролін

Q: Глутамін

R: Аргінін

S: Серин

T: Треонін

V: Валін

W: Триптофан

Кодований геном білок за функцією належить до рецепторів. 
Задіяний у таких біологічних процесах як метаболізм жирних кислот, метаболізм ліпідів. 
Білок має сайт для зв'язування з іонами металів, іоном цинку. 
Локалізований у клітинній мембрані, мембрані.